# Festus Mogae
Festus Gontebanye Mogae (født 21. august 1939) var Botswanas præsident 1998-08.
Han blev uddannet i Storbritannien og har arbejdet for IMF og Botswanas nationalbank. Han var vicepræsident af Botswana i 1992-98.